# 响水乡 (西昌市)
响水乡，是中华人民共和国四川省凉山彝族自治州西昌市曾经下辖的一个乡。2019年12月，撤销樟木箐乡和响水乡，设立樟木箐镇，以原樟木箐乡和原响水乡所属行政区域为樟木箐镇的行政区域。

## 行政区划
响水乡撤销前下辖以下地区：
响水村、木耳山村、阿嘎倮古村、卢基村和斯阿祖村。